# Copa Liga 1979
La Copa Liga 1979 fue la primera y única edición de esta copa nacional. La ganó Bolívar, que venció a Real Santa Cruz.

## Formato
Ante le pedido de los clubes que participaban en la copa Libertadores de América 1979, Bolívar y Wilsterman, se decidió esperar que concluya la participación de ellos en la primera fase de la copa para iniciar recién el torneo "Apertura". Esto permitió planificar mejor la propuesta del campeonato. Es así que el 6 de abril se reunió en Cochabamba el consejo superior de la Liga para determinar las características del torneo. El día 10 de abril se llega a aprobar la convocatoria la cual determinó las siguientes cosas:
1. - El torneo "Copa Liga del Fútbol Profesional Boliviano" se realizaría de manera regionalizada. Existiría "Zonas", todos los equipos de cada zona jugarían entre ellos en cuadrangulares (o un triangular en caso de la zona sur). Así la Zona La Paz con Always Ready, Bolívar, Municipal y The Strongest; Zona Cochabamba con Aurora, Bata, Petrolero y Wilstermann; Zona Santa Cruz con Blooming, Guabirá, Oriente Petrolero y Real Santa Cruz; y finalmente la Zona Sur con San José (Oruro), Stormers (Sucre) e Independiente Unificada (Potosí).
2. - El ganador de cada zona clasificaría a las semifinales del campeonato, el ganador de la Zona La Paz jugaría contra el ganador de la Zona Sur, y el ganador de la Zona Cochabamba con el ganador de la zona Santa Cruz. Jugarían dos partidos ida y vuelta, y en caso de empate en puntos se definiría por tanda de penales. Finalmente se jugaría la gran final con los ganadores de ambas semifinales, con las mismas reglas anteriormente mencionadas. Cabe destacar que en estas fases se determinó que el gol de visitante valdría el doble, lo que causó resultados interesantes. El campeón del torneo sería aquel que ganase la final del torneo.
3. - Se acordó que este campeonato no fuese definitorio para la entrega de los premios del campeonato nacional normal, que se llamó "Copa Eduardo Avaroa", por lo que el campeón y subcampeón nacionales de 1979 se definirían en ese campeonato. Lo que se acordó como premio para el campeón del torneo, y solamente para él, fue la inclusión de este equipo en la fase final de la Copa Eduardo Avaroa.
4. - Al ser un campeonato rápido una vez concluido debería iniciarse el siguiente torneo, por lo que se fijo su inicio para el día sábado 21 de abril en La Paz con el partido "Municipal - The Strongest", y su finalización para mediados de junio a más tardar.

Se cumplió casi de manera literal todo lo programado, a excepción del premio al ganador del torneo pues ante los acuerdos llegados ante la FBF se modificó la estructura y realización de la copa Avaroa, lo que dejó al ganador del torneo sin premio reconocido. Efectivamente el torneo inició el 21 de abril y terminó el 25 de junio de 1979.

## Equipos participantes
| Equipo                  | Fundación               | Ciudad      | Estadio            |
| ----------------------- | ----------------------- | ----------- | ------------------ |
| Always Ready            | 13 de abril de 1933     | La Paz      | Hernando Siles     |
| Aurora                  | 27 de mayo de 1935      | Cochabamba  | Félix Capriles     |
| Deportivo Bata          | 20 de octubre de 1941   | Quillacollo | Félix Capriles     |
| Blooming                | 1 de mayo de 1946       | Santa Cruz  | William Bendeck    |
| Bolívar                 | 12 de abril de 1925     | La Paz      | Simón Bolívar      |
| Deportivo Municipal     | 20 de octubre de 1944   | La Paz      | Luis Lastra        |
| Guabirá                 | 13 de abril de 1962     | Montero     | William Bendeck    |
| Independiente Unificada | 1 de abril de 1926      | Potosí      | Potosí             |
| Oriente Petrolero       | 5 de noviembre de 1955  | Santa Cruz  | William Bendeck    |
| Petrolero               | 16 de abril de 1950     | Cochabamba  | Complejo Petrolero |
| Real Santa Cruz         | 2 de mayo de 1962       | Santa Cruz  | William Bendeck    |
| San José                | 19 de marzo de 1942     | Oruro       | Jesús Bermúdez     |
| Stormers                | 25 de enero de 1914     | Sucre       | Morro de Surapata  |
| The Strongest           | 8 de abril de 1908      | La Paz      | Hernando Siles     |
| Wilstermann             | 24 de noviembre de 1949 | Cochabamba  | Félix Capriles     |

## Fase de Zonas (Tabla Final)

### Zona La Paz
| Pos | Equipo              | Pts | PJ | PG | PE | PP | GF | GC | Dif |
| --- | ------------------- | --- | -- | -- | -- | -- | -- | -- | --- |
| 1º  | Bolívar             | 11  | 6  | 5  | 1  | 0  | 19 | 3  | 16  |
| 2º  | The Strongest       | 7   | 6  | 3  | 1  | 2  | 12 | 10 | 2   |
| 3º  | Always Ready        | 4   | 6  | 1  | 2  | 3  | 10 | 15 | -5  |
| 4º  | Deportivo Municipal | 2   | 6  | 0  | 2  | 4  | 7  | 20 | -13 |

Pts = Puntos; PJ = Partidos Jugados; G = Partidos Ganados; E = Partidos Empatados; P = Partidos Perdidos; GF = Goles Anotados; GC = Goles Recibidos; Dif = Diferencia de gol
|  | Clasificado a la Semifinal |

### Zona Cochabamba
| Pos | Equipo         | Pts | PJ | PG | PE | PP | GF | GC | Dif |
| --- | -------------- | --- | -- | -- | -- | -- | -- | -- | --- |
| 1º  | Deportivo Bata | 8   | 6  | 4  | 0  | 2  | 13 | 7  | 6   |
| 2º  | Petrolero      | 7   | 6  | 3  | 1  | 2  | 7  | 4  | 3   |
| 3º  | Aurora         | 5   | 6  | 2  | 1  | 3  | 3  | 8  | -5  |
| 4º  | Wilstermann    | 4   | 6  | 2  | 0  | 4  | 5  | 9  | -4  |

Pts = Puntos; PJ = Partidos Jugados; G = Partidos Ganados; E = Partidos Empatados; P = Partidos Perdidos; GF = Goles Anotados; GC = Goles Recibidos; Dif = Diferencia de gol
|  | Clasificado a la Semifinal |

### Zona Santa Cruz
| Pos | Equipo            | Pts | PJ | PG | PE | PP | GF | GC | Dif |
| --- | ----------------- | --- | -- | -- | -- | -- | -- | -- | --- |
| 1º  | Real Santa Cruz   | 9   | 6  | 3  | 3  | 0  | 9  | 6  | 3   |
| 2º  | Blooming          | 8   | 6  | 3  | 2  | 1  | 15 | 9  | 6   |
| 3º  | Oriente Petrolero | 5   | 6  | 2  | 1  | 3  | 9  | 14 | -5  |
| 4º  | Guabirá           | 2   | 6  | 0  | 2  | 4  | 13 | 17 | -4  |

Pts = Puntos; PJ = Partidos Jugados; G = Partidos Ganados; E = Partidos Empatados; P = Partidos Perdidos; GF = Goles Anotados; GC = Goles Recibidos; Dif = Diferencia de gol
|  | Clasificado a la Semifinal |

### Zona Sud
| Pos | Equipo                  | Pts | PJ | PG | PE | PP | GF | GC | Dif |
| --- | ----------------------- | --- | -- | -- | -- | -- | -- | -- | --- |
| 1º  | Independiente Unificada | 7   | 4  | 3  | 1  | 0  | 7  | 0  | 7   |
| 2º  | San José                | 3   | 4  | 1  | 1  | 2  | 8  | 3  | 5   |
| 3º  | Stormers                | 2   | 4  | 1  | 0  | 3  | 2  | 14 | -12 |

Pts = Puntos; PJ = Partidos Jugados; G = Partidos Ganados; E = Partidos Empatados; P = Partidos Perdidos; GF = Goles Anotados; GC = Goles Recibidos; Dif = Diferencia de gol
|  | Clasificado a la Semifinal |

## Semifinales
Las semifinales se jugaron entre los primeros de la zonas La Paz con Sud y Cochabamba con Santa Cruz; así  Bolívar contra Independiente Unificada, y entre Bata contra Real Santa Cruz. Se jugarían dos partidos "Ida y Vuelta" y en caso de empate en puntos y diferencia de goles, se realizaría una tanda de penales. Recordar que el gol de visitante vale doble. 

### Semifinal 1
| 3 de junio de 1979, 16:00 (UTC-4) | Independiente Unificada | 1:0(0:0) | Bolívar | Potosí, Potosí              |                             |
|                                   | Scaramuci 73'           |          |         | Árbitro(s): Jorge Antequera | Árbitro(s): Jorge Antequera |

| 6 de junio de 1979, 20:00 (UTC-4) | Bolívar | 5:2(4:0) (12:11 p.)        | Independiente Unificada                                                                                       | Estadio Hernando Siles, La Paz |                           |
|                                   | Aguilar 7' · Reynaldo 14' · Aguilar 20' · Troncone 34' · Borja 60'                                                             |                            | 62' Caterinuzzi · 85' Monges                                                                                  | Árbitro(s): Miguel Aliaga      | Árbitro(s): Miguel Aliaga |
|                                   | | Tiros desde el punto penal | |                                |                           |
|                                   | Aragonés · Aguilar · Góngora · Reynaldo · Troncone · Aragonés · Aguilar · Reynaldo · Troncone · Aragonés · Reynaldo · Troncone |                            | Otranto · Prieto · Montoya · Monges · Díaz · Otranto · Prieto · Montoya · Monges · Otranto · Montoya · Monges |                                |                           |

| Bolívar | Clasificado a la Final. |

### Segunda 2
| 3 de junio de 1979, 17:00 (UTC-4) | Real Santa Cruz       | 2:1 (1:0) | Deportivo Bata | William Bendeck, Santa Cruz |                          |
|                                   | Huari 35' · Huari 87' |           | 63' Santivañez | Árbitro(s): Oscar Ortubé    | Árbitro(s): Oscar Ortubé |

| 10 de junio de 1979, 16:00 (UTC-4) | Deportivo Bata | 1:1 (0:0) | Real Santa Cruz | Estadio Félix Capriles, Cochabamba |                           |
|                                    | Arce 63'       |           | 75' Perez       | Árbitro(s): Arturo Ortubé          | Árbitro(s): Arturo Ortubé |

| Real Santa Cruz | Clasificado a la Final. |

## Final
La final del campeonato Copa Liga 1979 se jugaría entre Bolívar y Real Santa Cruz con dos partidos "ida y vuelta". Y en caso de empate en puntos se aplicaría el gol diferencia, y en caso de empate en goles a favor se procedería a tiempos extras y en caso de continuar el empate se ejecutarían los tiros penales.
| 17 de junio de 1979, 17:00 (UTC-4) | Real Santa Cruz | 0:1 (0:1) | Bolívar      | William Bendeck, Santa Cruz de la Sierra |                           |
|                                    |                 |           | 32' Troncone | Árbitro(s): Javier Rivero                | Árbitro(s): Javier Rivero |

| 24 de junio de 1979, 16:00 (UTC-4) | Bolívar                                                | 4:0 (2:0) | Real Santa Cruz | Estadio Hernando Siles, La Paz |                             |
|                                    | Gongora 19' · Aragonés 33' · Reynaldo 64' · Fierro 76' |           |                 | Árbitro(s): Jorge Antequera    | Árbitro(s): Jorge Antequera |

## Datos y estadísticas
Estas son las estadísticas del torneo:
- Se realizaron 48 partidos durante todo el torneo, se marcaron 157 goles, haciendo un promedio de 3,27 goles por partido.
- El resultado más frecuente es el 1 - 0 (11 oportunidades) seguido del 2 - 1 (6 oportunidades) y solo se presentó el 0 - 0 en dos partidos.
- Hubo 19 penales en todo el campeonato y 17 expulsados. Cabe notar que en la semifinal Bolívar - Independiente Unificada se procedió a realizar 24 tiros penales, sin embargo esto no cuenta en las estadísticas generales.
- La mayor diferencia lograda fue San José 7 - Stormer 0 seguida por Bolívar 6 - The Strongest 0. El marcador más abultado se registró en el partido Guabirá 4 - Real Santa Cruz 4 .
- Bolívar fue el mejor equipo numéricamente hablando, jugó 10 partidos, ganó 8 (el 80%) empató uno y perdió otro. Marcó 29 goles a favor y solo recibió 6 en contra.
- Los goleadores del torneo fueron con seis tantos: Huguenet (Blooming), Sánchez (Guabirá) y Aragonés (Bolívar). Con cinco goles quedaron Huari y Pérez (ambos de Real Santa Cruz)
Como datos importantes se destaca el hecho de que se hiciera valer el gol de visitante doblemente en los partidos semifinales y finales, cosa nunca usada anteriormente y que no se volvería a usar nunca dada la mala experiencia que se suscitó. En el partido semifinal Bolívar - Independiente Unificada, que terminaba la serie (la cual favorecía a I. Unificada por un gol a cero luego de su victoria en el primer partido) hasta el minuto 60 de ese partido Bolívar ganaba cómodamente 5 - 0 y definía la serie por 5 - 1, pero, para sorpresa de todos, vinieron los goles de I. Unificada, 5 - 1 (con la serie 5 - 3) y 5 - 2 (con la serie 5 - 5) lo que empataba la serie y provocó los penales. Fue la más dramática definición por tiros penales que se recuerde pues se patearon 24 penales, 12 para cada uno, volviéndose a patear cuatro de ellos (dos tapadas por parte Dorado, arquero de I. Unificada, y una tapada por parte de Troncone, arquero de Bolívar que no fueron convalidadas) nerviosismo, amonestaciones, quejas, apelaciones y demás situaciones que provocaron esta singular circunstancia promovieron el caso para que la LFPB nunca más use esta forma de definición con los goles de visitante.
Otro aspecto importante fue que se esperó hasta un día antes del inicio del campeonato para que el Club 20 de Agosto del Beni decidiera su participación o no. El club perteneciente al sindicato de mototaxistas había indicado que las penurias económicas no le permitían mantener un equipo profesional, por lo que pidieron la incorporación del Club Bení Aéreo en su lugar, la Liga en un principio ofreció al Club 20 de Agosto algún apoyo económico para evitar su abandono, pero el club lo rechazo rotundamente. En una reunión el día 21 de abril la Liga determina que el Club Bení Aéreo no cumplía las condiciones para ser equipo profesional, y deciden retirar la plaza ligera del Beni hasta que se presenten las condiciones necesarias para instaurar el profesionalismo. El temor general era que la Asociación Beniana use esta determinación para denunciar la falta de representatividad de la Liga ante la Secretaría de Deportes del Gobierno, y esto fuera aprovechado por la FBF para dar fuerza a su causa, finalmente no sucedió y la Asociación Beniana de Fútbol asumió sin protestas el marginamiento del fútbol beniano de la Liga. 
Si bien se llegó al acuerdo de que el ganador del torneo ingresaría a la fase final del siguiente torneo, Copa Edauardo Avaroa, dado el arreglo al que se llegó con la FBF y las Asociaciones hacia septiembre de 1979 para "salvar" de una vez la división del fútbol boliviano, se modificó el campeonato en su parte final. Esto se pudo hacer gracias a que Bolívar llegó nuevamente a las finales del campeonato Avaroa por propios méritos, por lo cual no hubo reclamos, pero en la historia ligera queda la copa Liga como solo un torneo oficial sin premio y sin reconocimiento, pues no se considera como campeón nacional al ganador de aquel. Casi de la misma forma, la Liga aplicó el mismo procedimiento entre los años 1994 y 1997, donde se jugarían Campeonatos Aperturas cuyos ganadores solo ganaban el derecho de participar del hexagonal final de ese año y no son reconocidos como campeones nacionales.
Finalmente considerar que el nombre oficial del Torneo era Copa Liga Profesional del Futbol Boliviano o Copa LPFB, pues como es sabido no hubo la corrección del nombre Liga Profesional de Fútbol a Liga del Fútbol Profesional hasta los años 90, y dado que la copa no fue reconocida como campeonato oficial titular, el nombre se quedó así, Copa LPFB, no corrigiéndose oficialmente.